# Ист Проспект (Пенсилванија)
Ист Проспект (енгл. East Prospect) град је у америчкој савезној држави Пенсилванија.

## Демографија
По попису из 2010. године број становника је 905, што је 227 (33,5%) становника више него 2000. године.
| Група             | 2000.       | 2010.       |
| Белци             | 668 (98,5%) | 863 (95,4%) |
| Афроамериканци    | 0 (0,0%)    | 11 (1,2%)   |
| Азијати           | 0 (0,0%)    | 2 (0,2%)    |
| Хиспаноамериканци | 8 (1,2%)    | 23 (2,5%)   |
| Укупно            | 678         | 905         |